# كونشا ميشيل
كونشا ميشيل (بالإسبانية: Concha Michel)‏ هي مغنية مؤلفة وكاتبة مسرحية وكاتِبة مكسيكية، ولدت في 1899 في Villa Purificación ‏ في المكسيك، وتوفيت في 27 ديسمبر 1990 في موريليا في المكسيك.